# نورما راي (فلم)
نورما راي (بالإنجليزية: Norma Rae) هو فيلم دراما تم إنتاجه في الولايات المتحدة وصدر في سنة 1979.

## طاقم التمثيل
- سالي فيلد

### ترشيحات وجوائز
| السنة | الحدث | الفئة             | النتيجة |
| ----- | ----- | ----------------- | ------- |
|       |       | أوسكار أفضل ممثلة | فوز     |

## الميزانية والإيرادات
بلغت تكلفة إنتاج الفيلم حوالي 4.5 مليون دولار بينما حقق أرباحا تقدر بـ 22,228,000 دولار.

## وصلات خارجية
- مقالات تستعمل روابط فنية بلا صلة مع ويكي بيانات